# 妻は他人事件
妻は他人事件（つまはたにんじけん）は、夫婦が自動車損害賠償保障法に規定された「他人」に当たるかどうかが争点となった損害保険金請求訴訟。

## 概要
1966年5月3日に外国人語学学者が運転する車が埼玉県入間郡名栗村（現・飯能市）で前から来たバスをよけようとして運転を誤って車はそばの川に転落し、同乗していた日本人の妻が足の骨折等で6ヶ月の怪我をした。
妻は自動車損害賠償保障法の被害者請求の規定に基づき、夫の保険契約会社である東京海上火災保険会社に対し、治療費や慰謝料等を名目に損害約66万円のうち強制保険の責任限度額の30万円の支払いを請求した。自動車損害賠償保障法第3条は「車を運転する者が他人の生命または身体を害した時は損害賠償の責任がある」、同第16条は「その被害者は保険会社に保険金を請求できる」とそれぞれ規定しており、裁判ではこの「他人」の解釈が争点となった。妻側は「車を運転しているのは夫であるから、妻は他人といえる」、保険会社側は「夫婦は家庭で車を一緒に利用しているのが普通だから、所有名義はどうでも実質的には妻も自賠法上の保有者の一人であり、他人とはいえない。また、夫の過失で妻がけがをしたというようなことは夫婦間で処理すべきことで、他人として保険金を請求するのは権利の乱用である」と主張した。
1967年11月27日に東京地裁は「車は夫の所有物で妻は普段使用しているわけでもないから自賠責法上の他人と考えることができる」「自賠責は通常、他人同士の事故に適用されるが、夫婦を除くといった規定もないし、被害を受けた妻が救済のために保険金を請求することは立法の趣旨に反していない」として、保険会社に22万円の支払いを命じる判決を言い渡した。
保険会社は控訴し、1969年4月5日に東京高裁は「現在の自賠責法には夫婦、親子間の損害賠償責任を除外する規定はない。だから、夫婦、親子の一方が自動車事故を起こし、他方に損害を与え、出費を余儀なくさせられた時は、その損害を保険で補えるものと考えられる」と一審判決をほぼ全面的に認めたが「夫婦生活が円満に営まれているのに、配偶者の一方が他方に対し慰謝料を支払う場合はありえない」として金額については慰謝料を除いて治療代分の約16万円が妥当と認定した。
保険会社は上告するも、1972年5月30日に最高裁は上告を棄却する判決を言い渡し、保険会社の治療費支払いを命じる判決が確定した。これは夫婦が自賠法に規定された「他人」にあたると判断した最高裁の初めての判決となった。